# Rock the World
Rock the World is het debuutalbum van de Zweedse meidengroep Bubbles.
In Nederland, Frankrijk en Vlaanderen verschenen van dit album twee singles: Happy Girl en My Boyfriend, ondersteund door de commerciële kinderzender KinderNet 5 en optredens in KRO's Buya. Beide singles eindigden in Nederland op de 38e positie en hielden het enkele weken vol. Het album bleef wekenlang halverwege de Nederlandse Album Top 100 hangen.

## Tracklist
1. "I'll Be There (Oh La La)" - 3:20
2. "Rock the World" - 3:23
3. "My Boyfriend" - 3:02
4. "I Have a Dream" - 3:09
5. "(I'm a) Happy Girl" - 3:07
6. "One 2 Six" - 2:55
7. "Disco San Francisco" - 3:30
8. "Most of the Time" - 3:19
9. "New Generation" (featuring Dr. No) - 3:14
10. "Viva the Sun" - 3:11
11. "X-mas Time" - 3:58

Bonus tracks
1. "I'll Be There" (Karaoke version) - 3:21
2. "I Have a Dream" (Karaoke version) - 3:11
3. "Rock the World" (RNT version)*

## Trivia
- RNT is een producentenduo uit Zweden, bestaande uit Ronald Malmberg en Thomas Johansson.
- Van het liedje "X-Mas Time" is een EP uitgebracht onder de titel "It's Christmas Time", in samenwerking met Kathy Kelly.

## Hitnotering
In de Nederlandse Album Top 100 bereikte het album de 26e positie. In totaal heeft het album 30 weken in de lijst gestaan.
| "Rock the World" in de Nederlandse Album Top 100 - binnen: 12 mei 2001 | "Rock the World" in de Nederlandse Album Top 100 - binnen: 12 mei 2001 | "Rock the World" in de Nederlandse Album Top 100 - binnen: 12 mei 2001 | "Rock the World" in de Nederlandse Album Top 100 - binnen: 12 mei 2001 | "Rock the World" in de Nederlandse Album Top 100 - binnen: 12 mei 2001 | "Rock the World" in de Nederlandse Album Top 100 - binnen: 12 mei 2001 | "Rock the World" in de Nederlandse Album Top 100 - binnen: 12 mei 2001 | "Rock the World" in de Nederlandse Album Top 100 - binnen: 12 mei 2001 | "Rock the World" in de Nederlandse Album Top 100 - binnen: 12 mei 2001 | "Rock the World" in de Nederlandse Album Top 100 - binnen: 12 mei 2001 | "Rock the World" in de Nederlandse Album Top 100 - binnen: 12 mei 2001 | "Rock the World" in de Nederlandse Album Top 100 - binnen: 12 mei 2001 | "Rock the World" in de Nederlandse Album Top 100 - binnen: 12 mei 2001 | "Rock the World" in de Nederlandse Album Top 100 - binnen: 12 mei 2001 | "Rock the World" in de Nederlandse Album Top 100 - binnen: 12 mei 2001 | "Rock the World" in de Nederlandse Album Top 100 - binnen: 12 mei 2001 | "Rock the World" in de Nederlandse Album Top 100 - binnen: 12 mei 2001 | "Rock the World" in de Nederlandse Album Top 100 - binnen: 12 mei 2001 | "Rock the World" in de Nederlandse Album Top 100 - binnen: 12 mei 2001 | "Rock the World" in de Nederlandse Album Top 100 - binnen: 12 mei 2001 | "Rock the World" in de Nederlandse Album Top 100 - binnen: 12 mei 2001 | "Rock the World" in de Nederlandse Album Top 100 - binnen: 12 mei 2001 | "Rock the World" in de Nederlandse Album Top 100 - binnen: 12 mei 2001 | "Rock the World" in de Nederlandse Album Top 100 - binnen: 12 mei 2001 | "Rock the World" in de Nederlandse Album Top 100 - binnen: 12 mei 2001 | "Rock the World" in de Nederlandse Album Top 100 - binnen: 12 mei 2001 | "Rock the World" in de Nederlandse Album Top 100 - binnen: 12 mei 2001 | "Rock the World" in de Nederlandse Album Top 100 - binnen: 12 mei 2001 | "Rock the World" in de Nederlandse Album Top 100 - binnen: 12 mei 2001 | "Rock the World" in de Nederlandse Album Top 100 - binnen: 12 mei 2001 | "Rock the World" in de Nederlandse Album Top 100 - binnen: 12 mei 2001 | "Rock the World" in de Nederlandse Album Top 100 - binnen: 12 mei 2001 | "Rock the World" in de Nederlandse Album Top 100 - binnen: 12 mei 2001 | "Rock the World" in de Nederlandse Album Top 100 - binnen: 12 mei 2001 |
| Week                                                                   | 01                                                                     |                                                                        | 02                                                                     | 03                                                                     | 04                                                                     | 05                                                                     | 06                                                                     | 07                                                                     | 08                                                                     | 09                                                                     | 10                                                                     | 11                                                                     | 12                                                                     | 13                                                                     | 14                                                                     | 15                                                                     | 16                                                                     | 17                                                                     | 18                                                                     | 19                                                                     | 20                                                                     | 21                                                                     | 22                                                                     | 23                                                                     | 24                                                                     | 25                                                                     | 26                                                                     | 27                                                                     | 28                                                                     | 29                                                                     | 30                                                                     | 31                                                                     | 32                                                                     |
| ---------------------------------------------------------------------- | ---------------------------------------------------------------------- | ---------------------------------------------------------------------- | ---------------------------------------------------------------------- | ---------------------------------------------------------------------- | ---------------------------------------------------------------------- | ---------------------------------------------------------------------- | ---------------------------------------------------------------------- | ---------------------------------------------------------------------- | ---------------------------------------------------------------------- | ---------------------------------------------------------------------- | ---------------------------------------------------------------------- | ---------------------------------------------------------------------- | ---------------------------------------------------------------------- | ---------------------------------------------------------------------- | ---------------------------------------------------------------------- | ---------------------------------------------------------------------- | ---------------------------------------------------------------------- | ---------------------------------------------------------------------- | ---------------------------------------------------------------------- | ---------------------------------------------------------------------- | ---------------------------------------------------------------------- | ---------------------------------------------------------------------- | ---------------------------------------------------------------------- | ---------------------------------------------------------------------- | ---------------------------------------------------------------------- | ---------------------------------------------------------------------- | ---------------------------------------------------------------------- | ---------------------------------------------------------------------- | ---------------------------------------------------------------------- | ---------------------------------------------------------------------- | ---------------------------------------------------------------------- | ---------------------------------------------------------------------- | ---------------------------------------------------------------------- |
| Nummer                                                                 | 87                                                                     | uit                                                                    | 97                                                                     | 68                                                                     | 65                                                                     | 59                                                                     | 45                                                                     | 30                                                                     | 26                                                                     | 29                                                                     | 38                                                                     | 57                                                                     | 63                                                                     | 65                                                                     | 60                                                                     | 60                                                                     | 39                                                                     | 32                                                                     | 31                                                                     | 31                                                                     | 28                                                                     | 36                                                                     | 50                                                                     | 42                                                                     | 42                                                                     | 38                                                                     | 54                                                                     | 83                                                                     | 86                                                                     | 79                                                                     | 99                                                                     | uit                                                                    |                                                                        |